# موسي كوناتي
موسي كوناتي (بالفرنسية: Moussa Konaté)‏ (1951، كيتا في مالي - 30 نوفمبر 2013، ليموج في فرنسا)؛ كاتِب مُتخصِّص في أدب الأطفال، كاتب مسرحي وروائي مالي.